# Гарбалін
Гарбалін (пол. Garbalin) — село в Польщі, у гміні Ленчиця Ленчицького повіту Лодзинського воєводства.
Населення — 145 осіб (2011).
У 1975-1998 роках село належало до Плоцького воєводства.

## Демографія
Демографічна структура станом на 31 березня 2011 року:
|          | Загалом | Допрацездатний вік | Працездатний вік | Постпрацездатний вік |
| -------- | ------- | ------------------ | ---------------- | -------------------- |
| Чоловіки | 83      | 17                 | 59               | 7                    |
| Жінки    | 62      | 15                 | 30               | 17                   |
| Разом    | 145     | 32                 | 89               | 24                   |